# Neurotípic
Neurotípic o NT (abreviatura de neurològicament típic), és un neologisme molt utilitzat en la comunitat autista com a etiqueta per a persones que no estan dins de l'espectre autista. En el seu ús original, es va referir a qualsevol que no fos autista o algú amb un «cervell autista»; el terme es va aplicar posteriorment per referir-se a aquells amb una neurologia estrictament típica, és a dir, sense una diferència neurològica definida. En altres paraules, això es refereix a qualsevol persona que no tingui cap discapacitat del desenvolupament, com l'autisme, la dispràxia o el trastorn per dèficit d'atenció amb hiperactivitat.
Pel que fa al caràcter neutral, que no implica judicis de valor, les traduccions de la paraula en els diferents idiomes han estat adoptades tant pels moviments de la neurodiversitat com per la comunitat científica; de vegades «neurotípic» s'utilitza en contrast amb «neurodiversitat» per tal de ressaltar similituds i diferències entre els dos grups de població.
En els últims temps, les persones amb alguna mena de discapacitat mental, ja sigui congènita o adquirida, també s'han exclòs a vegades de l'etiqueta «neurotípic». En aquest sentit, s'utilitza els termes neurodivergent o neuroatípic, uns termes que inclouen a persones amb diversos trastorns mentals i de comportament, com el trastorn de l'estat d'ànim, l'ansietat, la dissociació, la psicòsi, el trastorn de la personalitat i el trastorn de l'alimentació. Les pròpies condicions, seguint la neurodiversitat i la construcció dels models socials de discapacitat i en la distància del model mèdic hegemònic de discapacitat (conegut a la comunitat de la neurodiversitat com el «paradigma de la patologia»), sovint es denominen «neurodivergències», és a dir, els neuròtics són divergents d'una determinada norma social o mèdica.
La paraula «neurotípic», com a terme específic per al seu propòsit original dins de les comunitats autistes, ha sigut substituïda per alguns pels termes «allistic» o «nypical», que tenen aproximadament el mateix significat que originalment tenia «neurotípic». Aquests termes es refereixen a aquells que no són autistes i que no tenen cap trastorn generalitzat del desenvolupament, però que són neurològicament atípics d'alguna altra manera, com els que tenen dislèxia.
La National Autistic Society (NAS) del Regne Unit recomana als periodistes l'ús del terme «neurotípic».